# Pentàgon (geometria)
En geometria, un pentàgon correspon a qualsevol polígon de 5 costats.
Tanmateix, aquest terme s'empra habitualment per denotar un pentàgon regular (quan tots els angles i tots els costats són iguals). En aquest cas, els angles seran de 360%. El seu símbol de Schläfli és {5}.

## Àrea
L'àrea d'un pentàgon regular amb costat de llargada {\displaystyle a} correspon a: 
{\displaystyle A={\frac {5a^{2}}{4}}\cot {\frac {\pi }{5}}={\frac {a^{2}}{4}}{\sqrt {25+10{\sqrt {5}}}}\approx 1.72048a^{2}}
En funció de la seva apotema ({\displaystyle a_{p}}) és
{\displaystyle A=5\cdot a_{p}^{2}\cdot {\sqrt {5-2{\sqrt {5}}}}}

## Perímetre
El perímetre d'un pentàgon regular de costat {\displaystyle L} és
{\displaystyle P=5\cdot L}
O bé, en funció de l'apotema ({\displaystyle a_{p}}),
{\displaystyle P=10\cdot a_{p}\cdot {\sqrt {5-2{\sqrt {5}}}}}

## Construcció d'un pentàgon regular

### A partir del centre
Un pentàgon regular es pot construir amb regle i compàs. Euclides descriu un mètode en els seus Elements (300 aC).
A continuació es descriu un dels mètodes: 
1. Dibuixa una circumferència en la qual inscriurem el pentàgon i marquem el centre de la circumferència amb O. (En la figura de la dreta, aquesta és la circumferència verda).
2. Tria un punt A en la circumferència que serveixi com un dels vèrtexs del pentàgon. Dibuixa una línia entre O i A.
3. Construeix una línia perpendicular a la linea OA que atravessi O. Marca la intersecció d'aquesta línia amb la circumferència com el punt B.
4. Construeix el punt C com el punt mitjà entre O i B.
5. Dibuixa una circumferència centrada a C i que passi pel punt A. Marca la seva intersecció amb la línia OB (a dins de la circumferència original) com el punt D.
6. Dibuixa una circumferència centrada a A que passi a través del punt D. Marca les seves interseccions amb la circumferència original (la circumferència verda) com els punts E i F.
7. Dibuixa una circumferència centrada a E i que passi pel punt A. Marca la seva segona intersecció amb la circumferència original com el punt G.
8. Dibuixa una circumferència centrada a F que passi a través del punt A. Marca la seva segona intersecció amb el cercle original com el punt H.
9. Construeix el pentàgon regular AEGHF.

Si després de formar el pentàgon s'uneixen els vèrtexs no adjacents (dibuixant les diagonals del pentàgon), obtenim un pentacle, amb un pentàgon més petit en el centre. Si extenem els costats del pentàgon fins que es toquin els no adjacents, obtenim un pentacle més gran.

### A partir d'un costat
Sigui AB un segment donat, el costat d'un pentàgon regular. Per construir el pentàgon, cal seguir els següents passos:
1. Fes una perpendicular al segment AB en el punt B.
2. Trasllada la mida del segment AB sobre la perpendicular, obtenint d'aquesta manera C.
3. Construeix el punt M com el punt mitjà del segment AB.
4. Dibuixa una circumferència amb centre a M i radi MC.
5. Allarga el segemnts AB per tal que talli la circumferència que acabes de dibuixar en un punt D.
6. Ara ja has obtingut el valor de la longitud de les diagonals, que és AD.
7. Dibuixa sobre el vèrtex A una circumferència de radi AB, i sobre el vèrtex B, una circumferència de radi AD. El punt on s'intersectin ambdues circumferències és un nou vèrtex del pentàgon. (De fet, existeixen dos punts on s'intersecten les dues circumferències. Això és a causa que es poden construir dos pentagons diferents: un a cada costat del segment AB. Cal utilitzar el punt del costat que necessitem.)
8. Repeteix l'últim pas en els següents vèrtexs fins a obtenir els 5 vèrtexs del pentagon.
9. Uneix els vèrtexs per construir el pentàgon.

## El pentàgon a la cultura
- El Pentàgon és el nom de l'edifici central del Ministeri de Defensa dels EUA. Vegeu: El Pentàgon.
- El pentàgon inscriu en pentacle, per això sovint s'hi associen els seus símbols.